# Виргіш
Виргіш (рум. Vârghiș) — комуна у повіті Ковасна в Румунії. До складу комуни входить єдине село Виргіш.
Комуна розташована на відстані 192 км на північ від Бухареста, 34 км на північний захід від Сфинту-Георге, 52 км на північ від Брашова.

## Населення
За даними перепису населення 2002 року у комуні проживали 1902 особи.
Національний склад населення комуни:
| Національність | Кількість осіб | Відсоток |
| -------------- | -------------- | -------- |
| угорці         | 1862           | 97,9%    |
| румуни         | 36             | 1,9%     |
| цигани         | 3              | 0,2%     |
| німці          | 1              | 0,1%     |

Рідною мовою назвали:
| Мова      | Кількість осіб | Відсоток |
| --------- | -------------- | -------- |
| угорська  | 1877           | 98,7%    |
| румунська | 24             | 1,3%     |
| німецька  | 1              | 0,1%     |

Склад населення комуни за віросповіданням:
| Релігія                                       | Кількість осіб | Відсоток |
| --------------------------------------------- | -------------- | -------- |
| унітарії                                      | 1551           | 81,5%    |
| реформати                                     | 149            | 7,8%     |
| римо-католики                                 | 83             | 4,4%     |
| православні                                   | 72             | 3,8%     |
| баптисти                                      | 15             | 0,8%     |
| не релігійні                                  | 11             | 0,6%     |
| лютерани (Синодально-пресвітеріанська церква) | 4              | 0,2%     |
| бретрени                                      | 3              | 0,2%     |
| греко-католики                                | 2              | 0,1%     |
| не вказали релігію                            | 4              | 0,2%     |

## Зовнішні посилання
- Дані про комуну Виргіш на сайті Ghidul Primăriilor [Архівовано 2 квітня 2007 у Wayback Machine.]